# Thuret, Puy-de-Dôme

Thuret este o comună în departamentul Puy-de-Dôme, Franța. În 1 ianuarie 2022 avea o populație de 924 de locuitori.